# Платиновець
Платиновець (словен. Platinovec) — поселення в общині Шмарє-при-Єлшах, Савинський регіон, Словенія. 
Висота над рівнем моря: 369,7 м.